# آساکورا کاگه‌آکی
آساکورا کاگه‌آکی، آساکورا کاگه‌کیرا (به ژاپنی: 朝倉 景鏡 Asakura Kageaki); 1529 – ۴ مهٔ ۱۵۷۴) سامورایی اهل ژاپن در اواخر دوره سنگوکو بود. وی ابتدا در خدمت خاندان آساکورا بود اما پس از شکست این خاندان از اودا نوبوناگا به خدمت وی درآمد و نام خود را به تسوچی‌هاشی نوبوآکیرا تغییر داد.